# Zgnilizna strzały

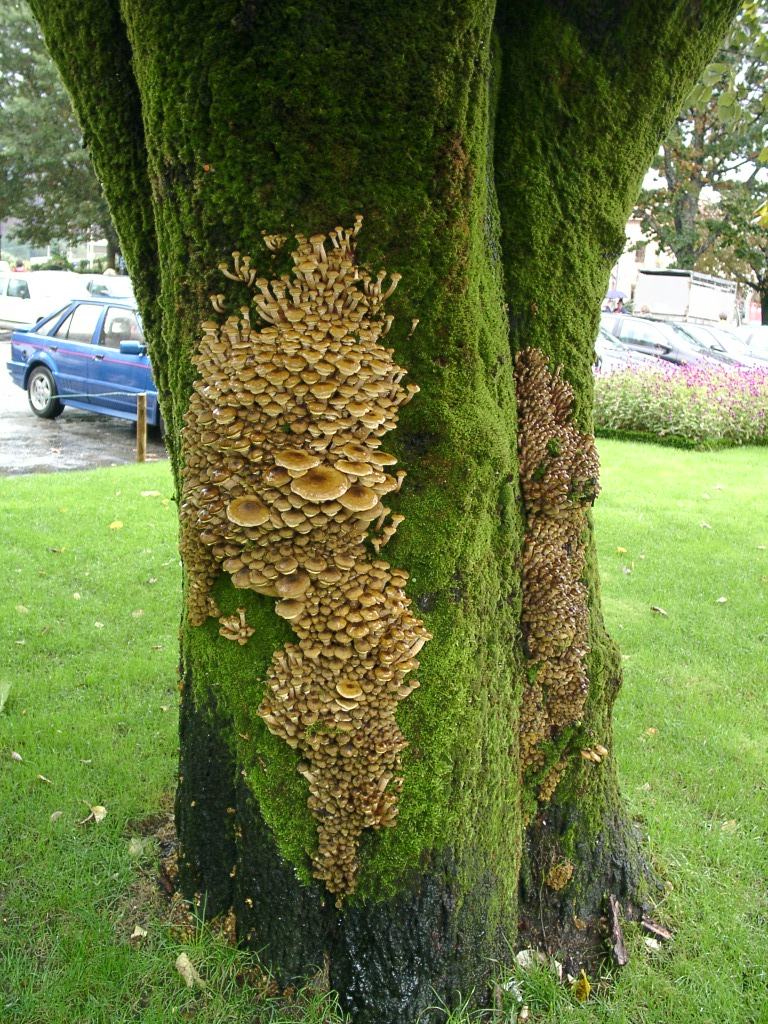
Opieńka miodowa na lipie szerokolistnej świadcząca o zgniliźnie pnia.

Zgnilizna strzały – wada drewna, występująca w środkowej części pnia drzew. Wywołują ją różne grzyby rozkładającą tkankę drzewa. Porażone drewno przybiera bardzo różnorodne zabarwienia, w zależności od gatunków drzewa i grzyba.
Zewnętrznym objawem zgnilizny strzały jest często huba (owocnik grzyba), lub dziupla. Przydatność drewna porażonego przez zgniliznę zależy przede wszystkim od jej rodzaju, a także od wielkości i rozmieszczenia. Drewno ze zgnilizną miękką występującą na całym przekroju podłużnym drewna, albo rozrzuconą na powierzchni przekroju poprzecznego nie nadaje się do produkcji sortymentów użytkowych.